# Форназе Суд (Венеција)
Форназе Суд (итал. Fornase Sud) је насеље у Италији у округу Венеција, региону Венето.
Према процени из 2011. у насељу је живело 10 становника. Насеље се налази на надморској висини од 2 м.